# Hans Olsson
 Hans Olsson (Mora, 27 augustus 1984) is een Zweeds voormalig alpineskiër. Hij nam eenmaal deel aan de Olympische Winterspelen, maar behaalde geen medaille. Hans is de jongere broer van Jon Anders Olsson Delér.

## Carrière
Olsson maakte zijn wereldbekerdebuut in februari 2004 tijdens de afdaling in Kvitfjell. Hij behaalde nog geen overwinning in een wereldbekerwedstrijd.
Op de Olympische Winterspelen 2010 liet Olsson als beste resultaat een 12e plaats in de afdaling optekenen. Tijdens de Wereldkampioenschappen alpineskiën 2011 behaalde hij een bronzen medaille met het Zweedse team in de gemengde landenwedstrijd, op de afdaling eindigde hij op de 26e plaats.

## Resultaten

### Titels
- Zweeds kampioen afdaling – 2006, 2007, 2008, 2009, 2010, 2011
- Zweeds kampioen super G – 2007, 2009, 2011
- Zweeds kampioen supercombinatie – 2008

### Olympische Spelen
| Jaar | Plaats    | Resultaten                                                       |
| ---- | --------- | ---------------------------------------------------------------- |
| 2010 | Vancouver | 12e Afdaling DNF1 Super-G DNF2 Supercombinatie DNS1 Reuzenslalom |

### Wereldkampioenschappen
| Jaar | Plaats                 | Resultaten                                                |
| ---- | ---------------------- | --------------------------------------------------------- |
| 2007 | Åre                    | 21e Super-G 23e Afdaling DNF Supercombinatie              |
| 2009 | Val-d'Isère            | 17e Supercombinatie 33e Super-G DNF1 Afdaling             |
| 2011 | Garmisch-Partenkirchen | 26e Afdaling · DNF1 Supercombinatie · DNF1 Super G · Team |

### Wereldbeker

#### Eindklasseringen
| Seizoen   | Algm | AD  | SG  | SC  |
| --------- | ---- | --- | --- | --- |
| 2005/2006 | 97e  | -   | -   | 21e |
| 2006/2007 | 53e  | 45e | 38e | 8e  |
| 2007/2008 | 71e  | 32e | -   | 23e |
| 2008/2009 | 37e  | 12e | -   | 44e |
| 2009/2010 | 47e  | 13e | -   | 34e |
| 2010/2011 | 59e  | 31e | 30e | 19e |
| 2011/2012 | 68e  | 38e | 29e | 34e |
| 2013/2014 | 91e  | 42e | 39e | 35e |
| 2014/2015 | 124e | 56e | 58e | 31e |